# Massacre de Deir Yassin
Le massacre de Deir Yassin s'est déroulé le 9 avril 1948 au cours de la prise du village de Deir Yassin, à l'ouest de Jérusalem, durant la guerre de 1947-1948 en Palestine mandataire. Il a été perpétré par 120 terroristes de l'Irgoun et du Lehi. Les historiens évaluent aujourd'hui le nombre de tués entre 77 et 120,,,. À l'époque, la presse et différents commentateurs rapportèrent le nombre de 254 victimes.
Selon les historiens et commentateurs, ce massacre a eu des répercussions importantes sur la suite du conflit, notamment en favorisant l'exode de Palestiniens, en panique à l'idée de subir le même sort, et comme justification pour les dirigeants arabes des pays voisins à intervenir dans le conflit.
Il est resté un symbole dans l'histoire du conflit israélo-arabe.
Aujourd'hui, l'hôpital psychiatrique Kfar Shaul (en) est construit sur le site de cet ancien village palestinien à 7 km à l'ouest de la vieille ville de Jérusalem.

## Contexte

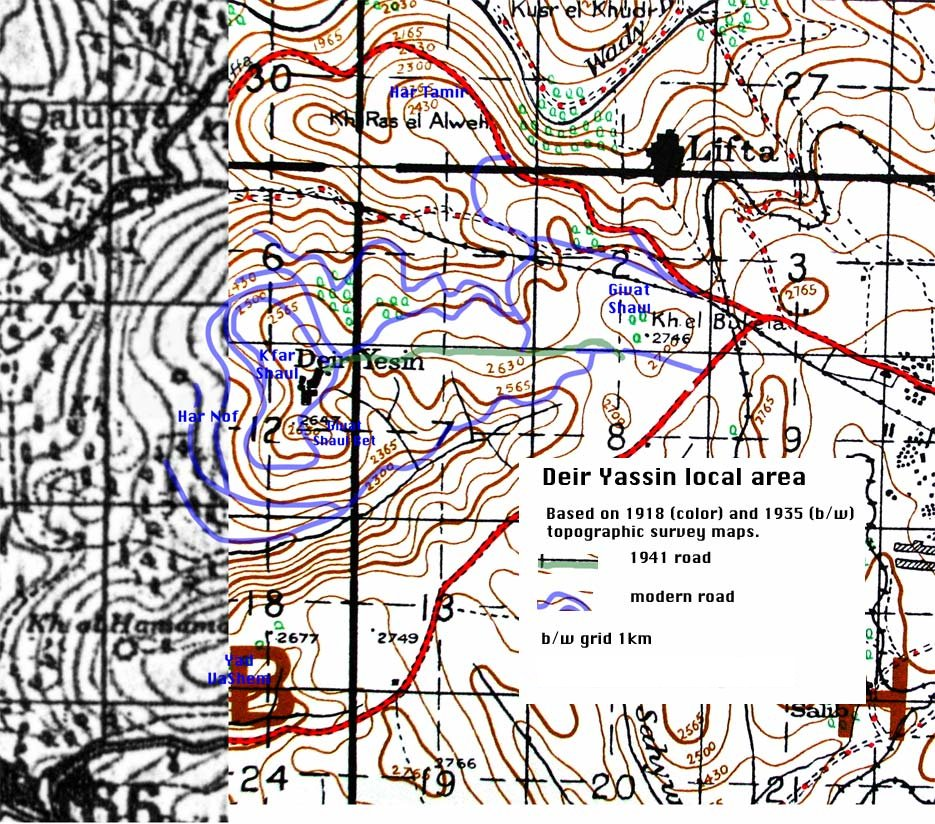
Localisation de Deir Yassin.

Les événements se produisent le 9 avril 1948 lors de la guerre civile en Palestine. À ce moment, le pays est toujours sous le contrôle des autorités britanniques, bien qu'elles aient entamé leur évacuation du pays depuis février et que leur retrait complet soit prévu pour le 15 mai.
Fin mars, la guerre des routes entamée par Abd al-Kader al-Husseini et la Jaysh al-Jihad al-Muqaddas porte ses fruits : la ville de Jérusalem, où habitent cent mille Juifs, soit un sixième de la communauté juive palestinienne, est assiégée et ne peut plus être ravitaillée.
Début avril, les autorités sionistes prennent la décision de réagir et leur force paramilitaire, la Haganah, passe à l'offensive. Elles lancent l'opération Nahshon dans la nuit du 2 au 3 avril. Celle-ci a pour but de désenclaver et de ravitailler la ville en permettant aux convois de réemprunter la route Tel Aviv-Jérusalem. L'opération est rapidement couronnée de succès et se poursuit jusqu'au 20 avril. Le 8 avril, le commandant palestinien Abd dal-Kader al-Husseini est d'ailleurs tué au cours des combats.[réf. nécessaire] Le plan Daleth prévoyait le nettoyage de la zone de Deir Yassin, afin de sécuriser la liaison Tel-Aviv vers Jérusalem.

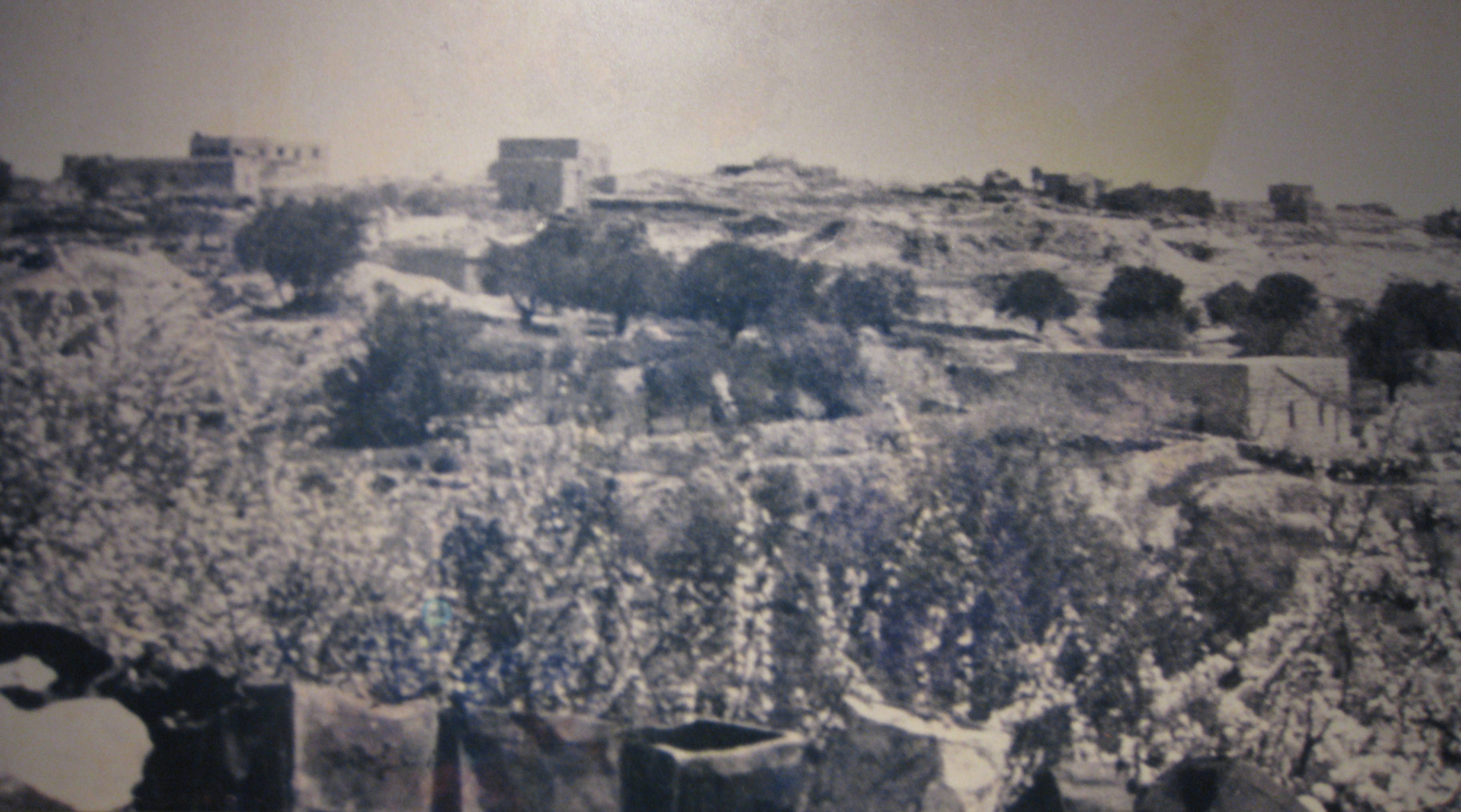
Vue de l'ancien village.

Deir Yassin est un village arabe situé à 5 km à l'ouest de Jérusalem. Il compte 610 habitants, tous musulmans. D'autres sources parlent de 400 à 1 200 habitants. En janvier, ses habitants ont conclu des accords avec leurs voisins juifs de Givat Saul et ont signé un pacte de bon voisinage avec eux après avoir chassé des hommes d'al-Najjada hors du village. À plusieurs reprises, les habitants ont empêché des hommes de la Jaysh al-Jihad al-Muqaddas et de l'Armée de libération arabe d'utiliser leur village comme base contre les Juifs,,. C’est en raison de cet accord que les dirigeants de la Haganah ont décidé de confier aux milices d’extrême-droite du Lehi et de l’Irgoun le nettoyage du village.
Considéré par la Haganah comme stratégique, avec l'accord du responsable du secteur de Jérusalem pour la Haganah David Shealtiel, l'Irgoun et le Lehi rassemblent 120 combattants pour attaquer le village. Des combattants de la Haganah et du Palmach prennent également part plus tard aux opérations, à la suite des difficultés rencontrées par l'Irgoun et le Lehi.
Selon Yoav Gelber, les motivations de l'Irgoun et du Lehi pour l'attaque de ce village qu'il considère stratégiquement insignifiant, sont de montrer qu'ils sont eux aussi capables de conquérir un village arabe (en rapport avec les succès de la Haganah dans l'opération Nahshon) avec un fond de vengeance à la suite des victimes juives de la « crise des convois ».

## Événements

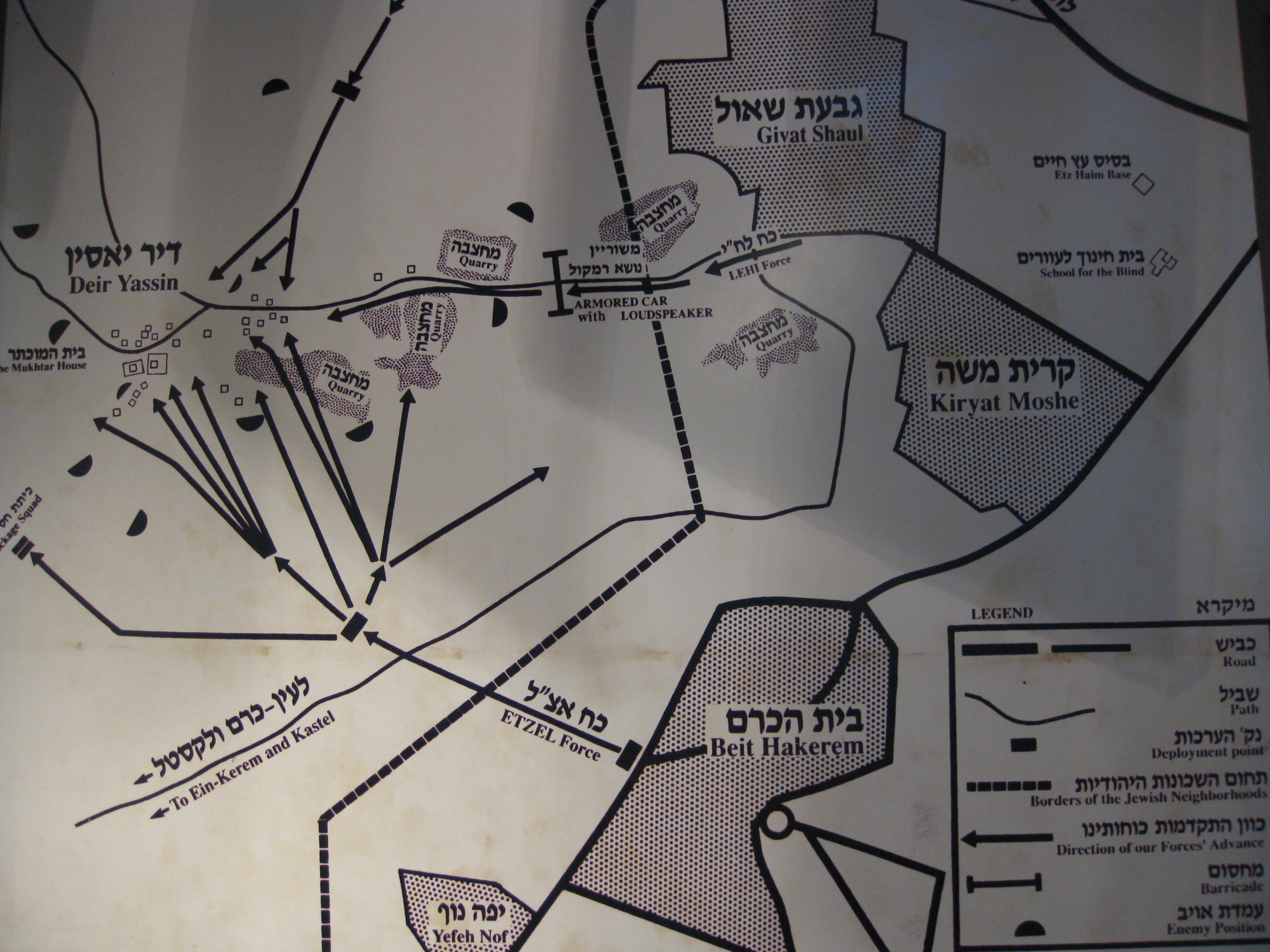
Plan d’opérations de l’assaut sur Deir Yassin.

L'attaque est lancée le 9 avril au matin. L'opération est mal préparée et de nombreux incidents se produisent. Les combattants arabes offrent une résistance plus importante que prévu. Les combattants de l'Irgoun et du Lehi ne sont pas entraînés pour une opération qui consiste à prendre un village en plein jour. Ils comptabilisent rapidement 5 morts et 35 blessés dont plusieurs « officiers ». Ils font alors appel à la Haganah pour évacuer leurs blessés.[réf. nécessaire] Quand les miliciens du Lehi et de l’Irgoun entrent dans le village, ils mitraillent les maisons au hasard, faisant de nombreuses victimes.
Une section du Palmach intervient aux alentours de midi et tire au mortier de 2 pouces sur la maison du Moukhtar dans l'espoir de faire cesser la riposte arabe. Mais ces tirs sont sans effet et les combattants continuent à se battre même après que le reste du village a été pris ou que des villageois se sont rendus. Toutefois, selon Marius Schatner, la « section […] [du Palmach] rédui[t] sans problème le principal noyau de résistance. Vers midi, elle se retire, laissant le soin aux attaquants de ratisser le village ». Lors de ce ratissage, les hommes de l'Irgoun et du Lehi prennent les habitations une par une, les « nettoyant » souvent à la grenade. Ils font également sauter plusieurs maisons à l'explosif. Des femmes sont violées et tuées. Des enfants sont mis en file et mitraillés avant le départ des miliciens.
Bien qu'on y soit conscient de la situation, aucun renfort n'est envoyé de Jérusalem par le Comité National palestinien local. Les Palestiniens sont occupés par les préparatifs de l'enterrement d'Abd al-Kader al-Husseini. Les Britanniques sont également approchés pour intervenir mais sans réelle insistance. Ce n'est qu'à la fin de l'après-midi, quand les premiers réfugiés - des femmes et des enfants - arrivent à Jérusalem que le comité d'urgence presse l'armée britannique d'intervenir.
Après le massacre, la presse relaie le chiffre de 254 victimes civiles sur base du rapport du représentant de la Croix rouge Jacques de Reynier qui est un des premiers à arriver sur les lieux. Jacques de Reynier, averti le samedi 10 avril de l'aprés-midi par les Arabes écrit : « Il y avait quatre cents personnes dans ce village, une cinquantaine se sont enfuies, trois sont encore vivantes, tout le reste a été massacré sciemment, volontairement, car, je l'ai constaté, cette troupe est admirablement en mains et elle n'agit que sur ordre ». Selon Ilan Pappé, ce chiffre est volontairement gonflé par les Israéliens (mais le chiffre est admis par l’Agence juive, la Croix-Rouge, le New-York Times, le porte-parle du Haut Comité arabe), probablement pour susciter la terreur parmi la population arabe de Palestine afin d’accélérer le mouvement d’exode, ce qui concorde avec le témoignage de Ménahem Begin.
Les historiens évaluent aujourd'hui le massacre aux alentours de 100 à 120 personnes,. Yoav Gelber relate que l'historien palestinien Kan'ana comptabilise un total de 11 morts parmi les 100 villageois qui disposent d'armes tandis que 70 % des victimes sont non combattantes. Benny Morris parle de 100 à 120 victimes ainsi que des prisonniers qui sont exécutés ; Illan Pappé retient un chiffre approchant (93 personnes victimes du massacre, sans compter les victimes du combat). Parmi les victimes, se trouvaient 30 bébés.

### Témoignages
« Ils nous faisaient sortir du rang, l’un après l’autre ; ils ont abattu un vieux et, quand l’une de ses filles a crié, ils l’ont tuée aussi. Puis ils ont appelé mon frère Muhammad et l’ont tué devant nous, et quand ma mère a hurlé en se penchant sur lui — avec ma petite sœur Hudra dans les bras, parce qu’elle l’allaitait encore — ils l’ont abattue aussi. »

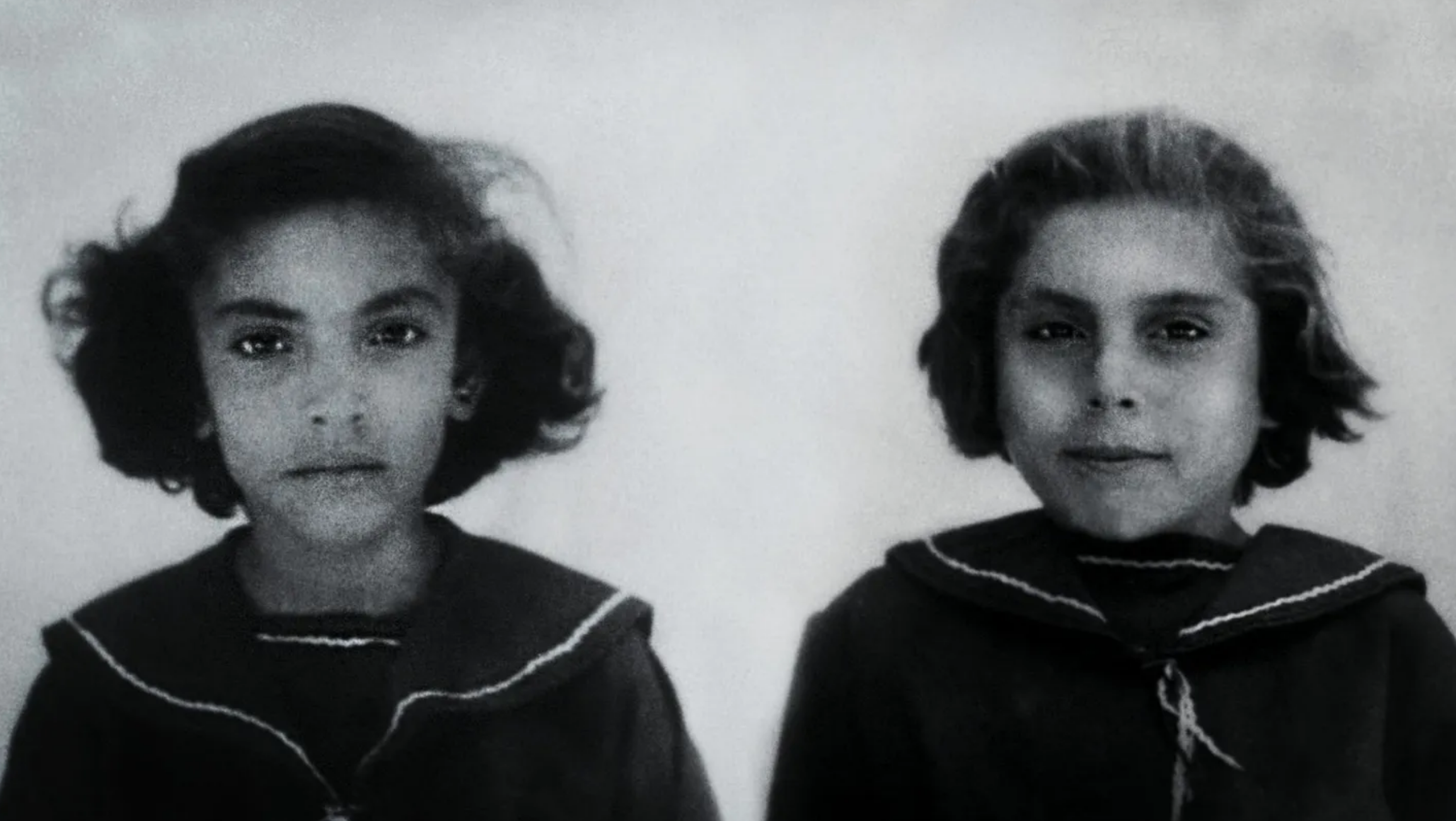
Orphelines de Deir Yassin, photographiées en 1948.

Le colonel Meir Pa'il, combattant du Palmach arrivé sur les lieux après les événements apporte le témoignage suivant :

« Il était midi quand la bataille se termina. Le calme régnait mais le village ne s’était pas rendu. Les irréguliers de l’Irgoun et du Stern sortirent de leurs caches et commencèrent les opérations de nettoyage. Faisant feu de toutes leurs armes, ils balançaient également des explosifs dans les maisons. Ils abattirent ainsi toutes les personnes qu’ils y trouvèrent, y compris les femmes et les enfants. Par ailleurs, près de vingt-cinq hommes qui avaient été sortis de chez eux furent chargés dans un camion et exposés, à la romaine, à travers les quartiers de Mahahneh Yehuda et Zakron Josef. Après quoi ils furent emmenés dans une carrière de pierre et abattus de sang-froid. »

Menahem Begin, commandant en chef de l'Irgoun, écrit dans ses mémoires :
« Dir Yassin, à six cents mètres d'altitude, était un des points stratégiques les plus vitaux du front arabe à l'ouest de Jérusalem. » David Shealtiel dans une lettre nous disait : "J'apprends que vous vous préparez à attaquer Dir Yassin. Je tiens à souligner que notre plan d'ensemble prévoit la prise et l'occupation de Dir Yassin. Je ne vois pas la moindre objection à ce que vous vous chargiez de l'exécution du plan, à condition que vous soyez capables de tenir le village.” Sa lettre précisait qu'il voulait ce village “pour y installer un aérodrome”. L'aérodrome fut bien installé à Dir Yassin et fut même, pendant quelque temps, le seul moyen de communication entre Jérusalem assiégée et la côte […] la déclaration ultérieure de M. Shaltiel, quant à elle, transgressait la vérité. Nous eûmes quatre morts et près de quarante blessés. Les pertes des assaillants s'élevèrent à près de 40 % de leurs effectifs. Quant aux troupes arabes, leurs pertes numériques furent trois fois plus élevées que les nôtres. À l'entrée du village, nous avions disposé un haut-parleur qui exhortait, en arabe, les femmes, les enfants et les vieillards à fuir leurs demeures. La plupart des habitants écoutèrent nos avertissements et furent indemnes. La propagande ennemie visait à nous salir, mais finalement elle nous aida. Les Arabes d'Eretz Israël furent pris de panique.
D'après le commandant adjoint de l'Irgoun à Jérusalem, Yeouda Lapidot, c'est le Lehi qui aurait proposé de « liquider les résidents du village après sa conquête [afin de] briser le moral des Arabes, et relever celui des juifs, affectés par la tournure des événements ».

## Réactions

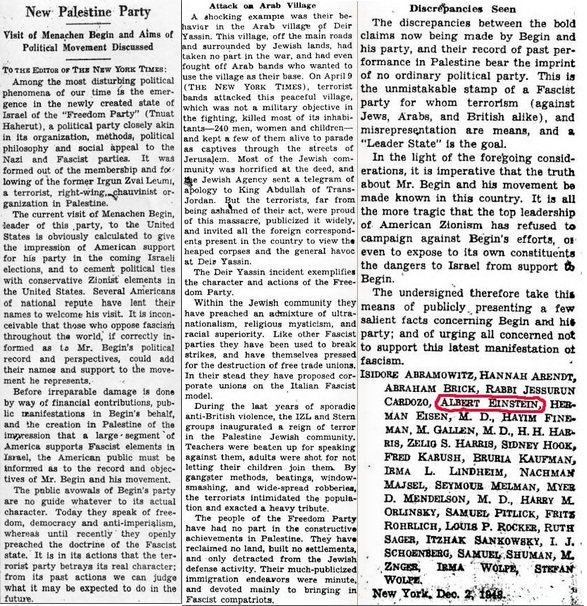
Lettre de protestation de dignitaires juifs parmi lesquels Albert Einstein et Hannah Arendt s'indignant du massacre et assimilant le mouvement politique de Menahem Begin au fascisme, New York Times, 4 décembre 1948.

Ce massacre suscite l'indignation de nombreux Juifs au sein du Yishouv comme de la communauté internationale, toute obédience confondue. Ben Gourion le condamne ainsi que les principales autorités juives : la Haganah, le Grand Rabbinat qui lance un rappel sévère, et l'Agence juive qui envoie une lettre de condamnation, d'excuses et de condoléances au roi Abdullah. 
« Mais aucune action concrète ne sera entreprise contre les organisations dissidentes, et la direction sioniste entérine le même jour un accord de coopération entre la Haganah et l'Irgoun [négocié avant Deir Yassin], en vue de l'intégration de ses forces dans la future armée de l'État juif ».
Le 2 décembre 1948, 29 personnalités juives américaines dont Hannah Arendt et Albert Einstein cosignent une lettre dénonçant « l’apparition d'un parti politique étroitement apparenté dans son organisation, ses méthodes, sa philosophie politique et son appel social aux partis nazis et fascistes ».
Menahem Begin nie tout massacre, parlant d’une « propagande mensongère » mais se félicite par contre du résultat : « Ce ne fut pas ce qui s’est passé à Deir Yassin, mais bien ce qui a été inventé (…) qui nous a aidé à nous ouvrir un chemin vers des victoires décisives. (…) Les Arabes pris de panique s’enfuirent aux cris de “Deir Yassin” ».
Nathan Yalin Mor, responsable politique du Lehi et membre de sa direction semble avoir été choqué par le massacre. Il le condamne un an plus tard, après la fin des combats, seul parmi les anciens dirigeants de l'organisation.

## Conséquences

### Sur l'exode palestinien

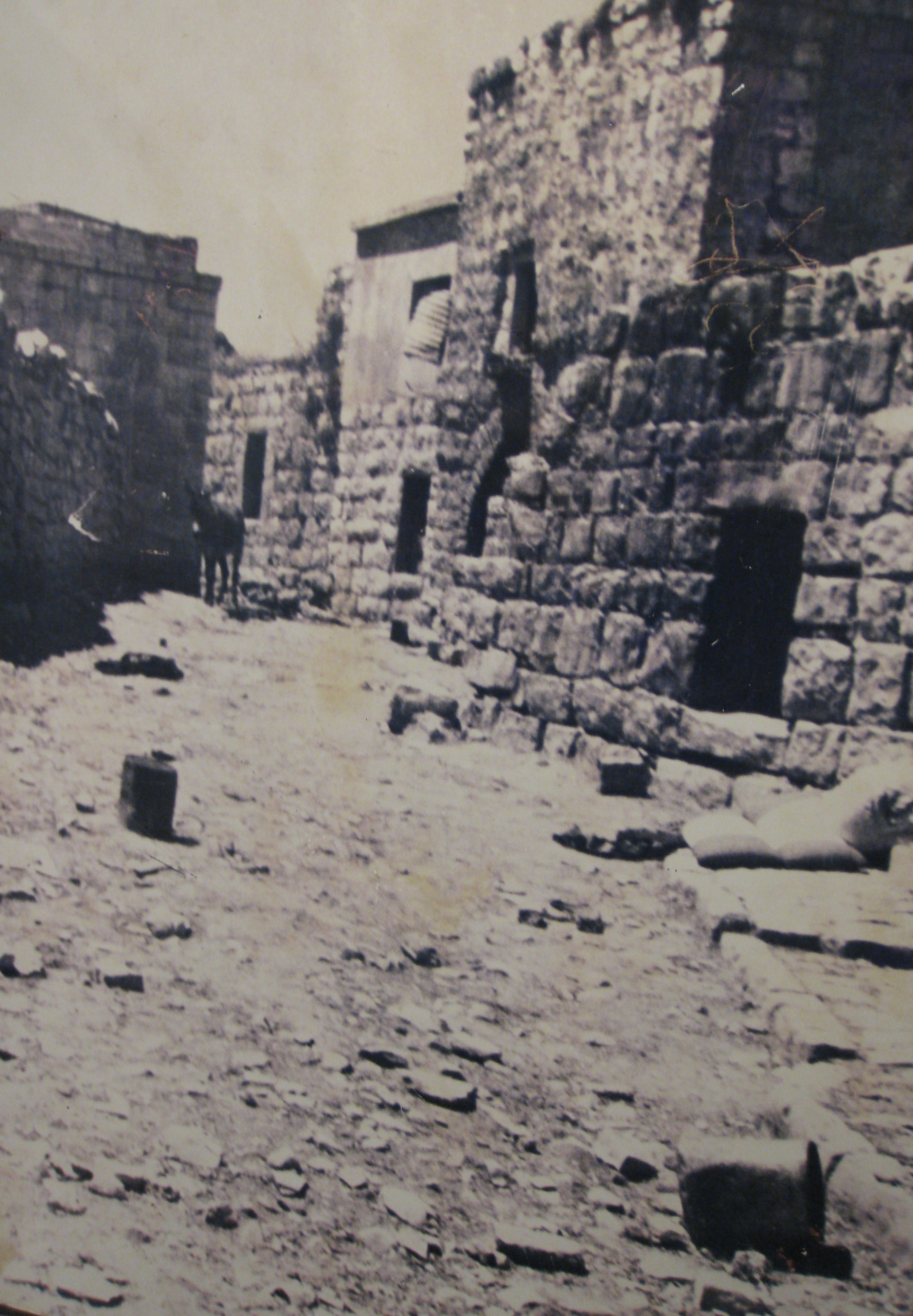
L'intérieur du village palestinien déserté.

Les historiens, sans nier le massacre, considèrent que l'ampleur donnée à l'époque a été amplifiée par toutes les parties pour servir leur propre intérêt, ainsi : Ben Gourion pour discréditer l'Irgoun et le Lehi, qui s'opposent à son autorité ; les Arabes pour chercher l'appui de la communauté internationale et discréditer le Yichouv ; les leaders de l'Irgoun et du Lehi pour exagérer la panique engendrée par l'épisode et augmenter leur prestige,.
Selon Benny Morris, néanmoins, l'épisode a un « effet plus durable que n'importe quel autre événement de la guerre dans la précipitation de l'exode palestinien ». Il considère également que « l'effet immédiat le plus important du massacre et de la campagne médiatique sur l'atrocité qui suivit fut de déclencher et de promouvoir la peur et plus tard la fuite panique des villages et villes de Palestine ». Il cite plusieurs rapports d'analystes de l'époque qui vont dans ce sens : « Deir Yassin fut un des deux événements pivots dans l'exode des Arabes palestiniens » ou encore que « Deir Yassin [fut] un facteur décisif d'accélération dans l'évacuation générale ».
Lapierre et Collins partagent cette analyse dans leur ouvrage sur la guerre de 1948. Suivant leurs termes : « et comme les Français et les Belges avaient répandu sur les chemins de leur exode les récits de viols et de massacres, les Arabes accrurent leur débâcle par le rappel des atrocités de Deir Yassin ».
Yoav Gelber ne partage apparemment pas tout à fait ce point de vue. Selon lui, « les rumeurs entourant les événements — réels, fabriqués ou imaginés — de ce qui se produisit à Deir Yassin pourraient avoir encouragé des Palestiniens à s'enfuir quand les combats approchaient leurs maisons les semaines suivantes », mais il estime néanmoins que le rôle du massacre a été exagéré dans l'explication du mécanisme menant à l'exode de masse. Cependant, il écrit également : « Les rumeurs du massacre de Deir Yassin pourraient avoir terrifié des Palestiniens et [les avoir poussés à la] fuite mais son rôle dans la provocation de l'exode de masse a été exagéré (overstated) ».

### Sur l'intervention des pays arabes
Une autre conséquence importante est la répercussion au sein de la population arabe des États voisins qui augmente encore la pression sur leurs dirigeants pour s'engager dans la bataille et venir à l'aide des Palestiniens,.

## Controverses

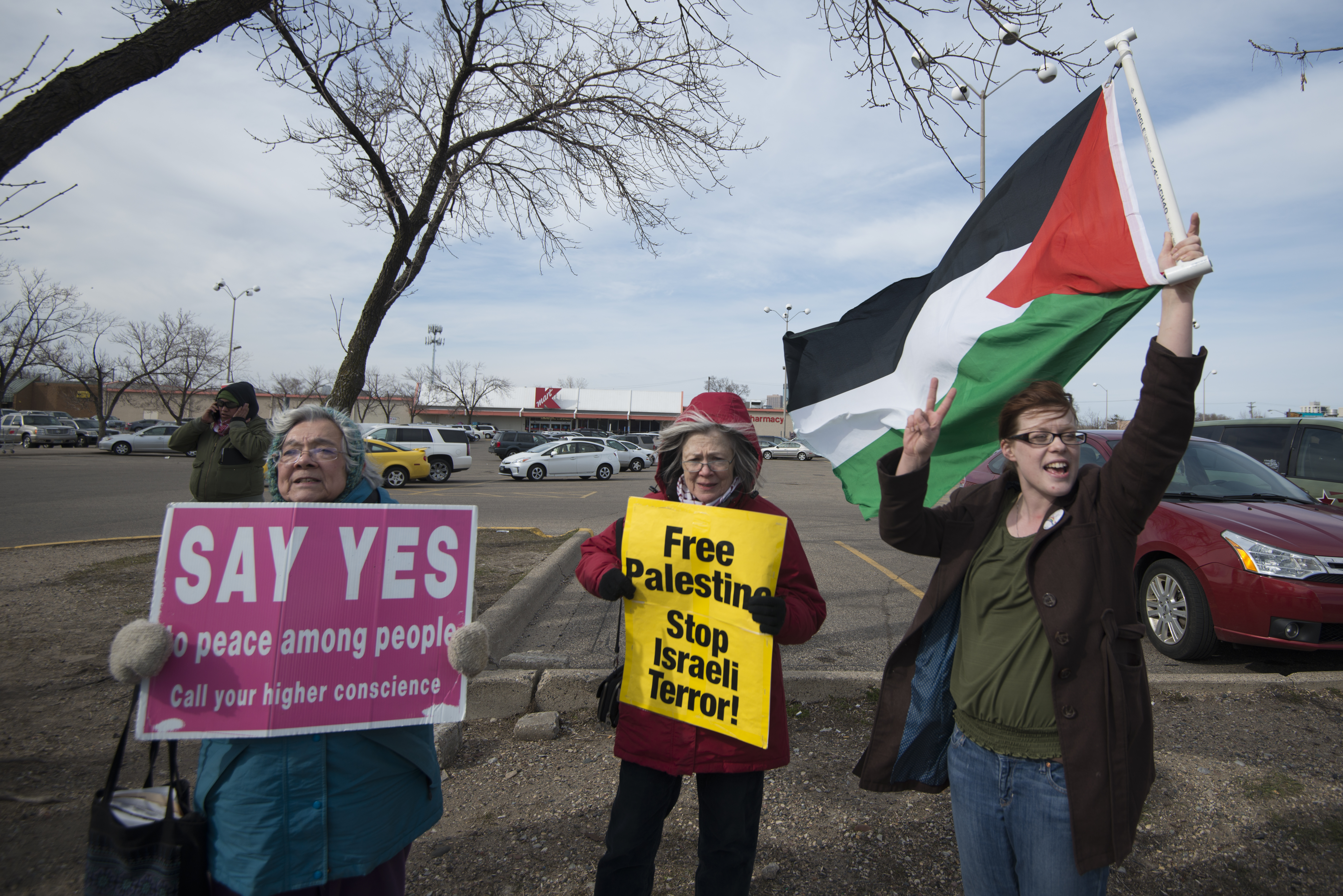
Rassemblement de soutien à la Palestine commémorant le massacre de Deir Yassin à Minneapolis en 2016.

Le massacre de Deir Yassin est souvent dépeint par les Palestiniens ou leurs soutiens comme un exemple d'application du plan Daleth, prouvant que celui-ci était bien la directive de nettoyage ethnique qu'il est accusé d'être.

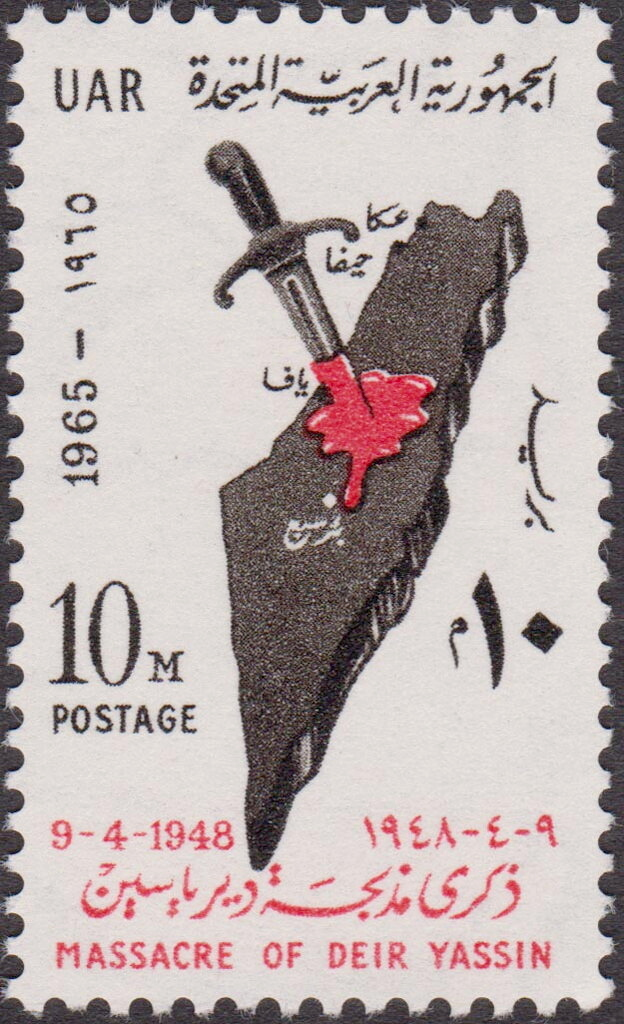
Timbre égyptien de 1965 commémorant le massacre de Deir Yassin de 1948.

Le nouvel historien Ilan Pappé, avec certaines nuances, considère que les responsables du massacre de Deir Yassin pouvaient justifier leurs actes en se référant au Plan Daleth puisque ce dernier acceptait le principe de destruction de toutes les « bases ennemies » jugées stratégiques, que tous les villages aux alentours étaient considérés comme des bases ennemies et que la destruction d'un village implique bien d'en chasser les habitants.
Yoav Gelber estime par contre que « la tentative par des historiens palestiniens et des propagandistes de mettre en avant Deir Yassin comme une preuve d'une conspiration planifiée par le Yichouv pour expulser les Palestiniens est tout à fait infondée ». Selon lui, « le massacre de Deir Yassin fut un concours presque inévitable de circonstances : la nature des combattants des deux camps, leur organisation et position, leur niveau d'entraînement, le déploiement et la maîtrise du commandement et du contrôle, l'absence de cibles militaires claires, la présence d'un nombre important de civils et le stress inhérent à ce type de combat intercommunautaire ».[réf. nécessaire]
Au-delà de cette analyse, Yoav Gelber estime que la communication sur Deir Yassin a été exagérée par rapport à l'importance de l'évènement. En effet, d'autres massacres ont été plus sanglants, comme celui de 240 Juifs à Kfar Etzion (Massacre de Kfar Etzion) le 13 mai 1948 ou de 250 Arabes à Lydda en juillet 1948.
Benny Morris analyse différemment de Yoav Gelber l'impact de la communication concernant le massacre dans la peur des populations, et donc dans l'exode palestinien. Mais il relativise également l'importance des faits, en qualifiant les événements de « petite opération de l'Irgoun et du Lehi entreprise avec le consentement réticent de la Haganah ».

## Représailles

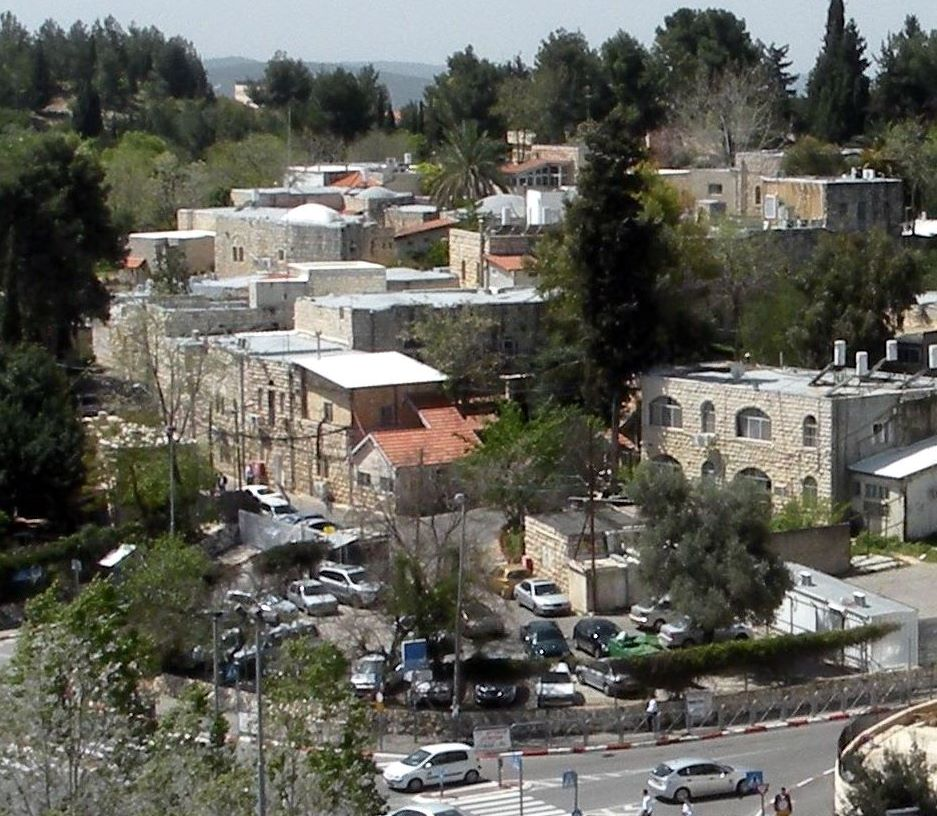
L'ancien village devenu une partie de l'hôpital psychiatrique Kfar Shaul Mental Health Center, Jérusalem, Israël.

En représailles, le 13 avril, un convoi médical se dirigeant vers l'hôpital Hadassah du mont Scopus à Jérusalem sera attaqué par un groupe armé. Soixante-dix-neuf personnes, dont des patients, des médecins et des infirmières, seront tuées. Quelques soldats britanniques essaieront d'intervenir pour arrêter l'attaque, mais sans succès. 
Pour Jacques de Reynier, chef de la mission du CICR en Palestine, « après une enquête auprès des Arabes, des Anglais et des Juifs, démontre que cette affaire n'est pas aussi simple car le convoi sanitaire était précédé et suivi de troupes motorisées équipées pour le combat et preuve en est qu'un engagement eu lieu qui dura plusieurs heures ».

## De nos jours
Aujourd'hui, sur une partie du site de l'ancien village de Deir Yassin est construit l’hôpital psychiatrique Kfar Shaul (en) qui intègre certains anciens bâtiments arabes, et qui est notamment connu comme étudiant et traitant le plus grand nombre de cas du syndrome de Jérusalem. Il est situé dans le quartier de Har Nof près de Givat Shaul à Jérusalem, à 1.3 km du cimetière du mont des Répits, à 1.4 km du mémorial de Yad Vashem, et à 7 km à l'ouest de la vieille ville de Jérusalem.